# FranCœur
 (décembre 2013).
Si vous disposez d'ouvrages ou d'articles de référence ou si vous connaissez des sites web de qualité traitant du thème abordé ici, merci de compléter l'article en donnant les références utiles à sa vérifiabilité et en les liant à la section « Notes et références ».
Pour les articles homonymes, voir Francoeur.
FranCœur est un téléroman franco-ontarien en 44 épisodes de 25 minutes diffusée entre le 13 février 2003 et avril 2006 sur TFO puis rediffusée entre le 17 septembre 2004 et le 27 août 2007 à la Télévision de Radio-Canada.

## Synopsis
Dans ce petit village de l'Est de l'Ontario où tout se dit et tout se sait, nous voyons plusieurs familles dans le quotidien de leur vie. Que les personnages provoquent leur destinée ou soient victimes des événements, leurs chemins se croisent continuellement par le fait qu'ils vivent dans une communauté aux liens très serrés.
La série raconte la vie mouvementée d'un jeune séducteur, Luc FranCœur, déchiré entre ses ambitions personnelles et la dure réalité du milieu de la production laitière d'aujourd'hui.

## Fiche technique
- Réalisation : Derek Diorio
- Scénarios et dialogues : Guy Boutin
- Producteur exécutif : Robert Charbonneau
- Directeur de la photographie : Michael Tien
- Productrice déléguée : Tracy Legault
- Société de production : Les Productions R. Charbonneau inc.

## Distribution
- Marc Bélanger : Luc Francœur
- Guy Mignault : Bernard Francœur
- Louise Nolan : Monique Francœur
- Olivier L'Écuyer : Paul-André Francœur
- Annie Lefebvre : Josée Francœur
- Kim Bubbs : Gabrielle Létourneau
- Renaud Lacelle-Bourdon : Pascal Létourneau
- Roch Castonguay : Henri Létourneau
- Lina Blais : Sophie Pouliot
- Eugénie Gaillard : Chloé Marchand
- Vincent Poirier : Guillaume Bérubé
- Karen Racicot : Bérengère Laliberté
- Luc Malette : Max Galarneau
- François Grisé : Laurent Dorval
- Amelie Veille : Émilie Drolet
- Maxime Cournoyer : Richard Lalonde
- Yan England : Joey Nadeau
- Jimmy Changue : Bernard Nadeau
- Colombe Demers : Karine Lorrain
- Raymond Accolas : Gilles Péloquin

## Réception
FranCoeur avait pour but de développer une meilleure compréhension du monde agricole tout en ouvrant la porte à d‘autres productions francophones en Ontario. Selon Michel Maltais, co-créateur de FranCoeur, la télésérie n‘a pas donné une image folklorique de l‘agriculture: « Nous n‘avons pas voulu fausser l‘image de la profession. C‘est pourquoi nous avons réuni plusieurs agriculteurs pour voir la complexité du travail d‘agriculteur et la gamme des connaissances nécessaires pour les mettre en lumière dans la télésérie ».
Les créateurs de FranCoeur ont mis beaucoup d‘effort pour démontrer le temps et l‘expertise nécessaires pour être agriculteur. L‘expertise des agriculteurs de la région a été très utile au développement de la télésérie. Par exemple, Stéphane Villeneuve, agriculteur dont la cuisine est celle des Francoeur, a conseillé les créateurs afin d‘assurer la véracité des propos de l‘émission, dont les personnages font la traite à l‘aide d‘équipement à la fine pointe de la technologie, consultant les données et les quotas par Internet sur leurs ordinateurs personnels, communiquent entre eux par téléphone cellulaire et discutent d‘agriculture biologique et de la vente d‘embryons. « C‘est vraiment une entreprise. Il faut connaître les règlements gouvernementaux sur l‘environnement, la comptabilité, les quotas de lait et un nombre impressionnant de détails que les gens oublient ».